# Панинский сельсовет (Курская область)
Па́нинский сельсовет — муниципальное образование со статусом сельского поселения в Медвенском районе Курской области Российской Федерации.
Административный центр — село 1-е Панино.

## История
Статус и границы сельсовета установлены Законом Курской области от 21 октября 2004 года № 48-ЗКО «О муниципальных образованиях Курской области». В связи с капитальном ремонтом отрезка дороги М-2 «Крым» в 2016 году, часть территории муниципального образования была передана Высокскому сельсовету.

## Население
| 2002  | 2010  | 2012  | 2013  | 2014  | 2015  | 2016  |
| ----- | ----- | ----- | ----- | ----- | ----- | ----- |
| 1663  | ↘1593 | ↗1598 | ↗1605 | ↘1585 | ↗1589 | ↗1595 |
| 2017  | 2018  | 2019  | 2020  | 2021  |       |       |
| ↗1654 | ↗1674 | ↗1687 | ↘1653 | ↘1631 |       |       |

## Состав сельского поселения
| № | Населённый пункт   | Тип населённого пункта       | Население |
| - | ------------------ | ---------------------------- | --------- |
| 1 | 1-е Панино         | село, административный центр | ↘537      |
| 2 | 2-е Панино         | село                         | ↘143      |
| 3 | Высоконские Дворы  | хутор                        | ↗463      |
| 4 | Николаевка         | деревня                      | ↗79       |
| 5 | Орешное            | хутор                        | ↘114      |
| 6 | Панинский          | посёлок                      | ↘2        |
| 7 | Тарусовка          | село                         | ↘78       |
| 8 | Чаплыгин Лог       | хутор                        | ↗43       |
| 9 | Черниченские Дворы | хутор                        | ↘134      |